# THE IDOLM@STER CINDERELLA GIRLS STARLIGHT MASTER CRYSTAL QUALIA
『THE IDOLM@STER CINDERELLA GIRLS STARLIGHT MASTER CRYSTAL QUALIA』（アイドルマスター シンデレラガールズ スターライトマスター クリスタルクオリア）は、2024年9月25日に日本コロムビアよりリリースされているCDシリーズ。

## 概要
『アイドルマスター シンデレラガールズ スターライトステージ』用に作成された楽曲のロングバージョンを収録したCDシングルシリーズ第7弾。
表題曲のロングバージョンであるM@STER VERSIONと、各歌唱者によるソロリミックスおよびカラオケ、ボーナストラックとしてGAME VERSIONが収録されている。また、 ソロ新曲や、ゲーム内で使用されたカバー曲のフルバージョンが収録される場合もある。表題曲を歌っているユニットには、ゲーム中ではユニット名がついている場合があるが、CDには表記されていない。
このCDが初収録となる曲は太字で、カバー曲は斜体で表記する。

## 01 Fantasia for the Girls
2024年9月25日発売。同年8月30日にゲーム内で配信された『スターライトステージ』9周年記念楽曲「Fantasia for the Girls」のM@STER VERSIONとソロ・リミックスを収録したシングル。
収録曲
1. Fantasia for the Girls（M@STER VERSION）
歌：久川颯（長江里加）、イヴ・サンタクロース（松永あかね）、白雪千夜（関口理咲）、神谷奈緒（松井恵理子）、藤原肇（鈴木みのり）、依田芳乃（高田憂希）、赤城みりあ（黒沢ともよ）、星輝子（松田颯水）、小早川紗枝（立花理香）
作詞：八城雄太、作曲・編曲：設楽哲也
2. Fantasia for the Girls（M@STER VERSION）久川颯ソロ・リミックス
歌：久川颯（長江里加）
3. Fantasia for the Girls（M@STER VERSION）イヴ・サンタクロースソロ・リミックス
歌：イヴ・サンタクロース（松永あかね）
4. Fantasia for the Girls（M@STER VERSION）白雪千夜ソロ・リミックス
歌：白雪千夜（関口理咲）
5. Fantasia for the Girls（M@STER VERSION）神谷奈緒ソロ・リミックス
歌：神谷奈緒（松井恵理子）
6. Fantasia for the Girls（M@STER VERSION）藤原肇ソロ・リミックス
歌：藤原肇（鈴木みのり）
7. Fantasia for the Girls（M@STER VERSION）依田芳乃ソロ・リミックス
歌：依田芳乃（高田憂希）
8. Fantasia for the Girls（M@STER VERSION）赤城みりあソロ・リミックス
歌：赤城みりあ（黒沢ともよ）
9. Fantasia for the Girls（M@STER VERSION）星輝子ソロ・リミックス
歌：星輝子（松田颯水）
10. Fantasia for the Girls（M@STER VERSION）小早川紗枝ソロ・リミックス
歌：小早川紗枝（立花理香）
11. Fantasia for the Girls（M@STER VERSION）オリジナル・カラオケ
12. Fantasia for the Girls（GAME VERSION）
歌：久川颯（長江里加）、イヴ・サンタクロース（松永あかね）、白雪千夜（関口理咲）、神谷奈緒（松井恵理子）、藤原肇（鈴木みのり）、依田芳乃（高田憂希）、赤城みりあ（黒沢ともよ）、星輝子（松田颯水）、小早川紗枝（立花理香）

## 02 Fin[e]～美しき終焉～
2025年2月12日発売。2024年9月30日にゲーム内で配信された新曲「Fin[e]～美しき終焉～」のM@STER VERSIONとソロ・リミックス、カバー曲1曲を収録したシングル。
収録曲
1. Fin[e]～美しき終焉～（M@STER VERSION）
歌：一ノ瀬志希（藍原ことみ）、黒埼ちとせ（佐倉薫）
作詞：只野菜摘、作曲・編曲：伊藤翼
  - ゲーム中のユニット名は「MedeN」（ミデン)

2. 第六感
歌：砂塚あきら（富田美憂）
作詞・オリジナルアーティスト：Reol、作曲：Reol・Giga
3. Fin[e]～美しき終焉～（M@STER VERSION）オリジナル・カラオケ
4. Fin[e]～美しき終焉～（M@STER VERSION）一ノ瀬志希ソロ・リミックス
歌：一ノ瀬志希（藍原ことみ）
5. Fin[e]～美しき終焉～（M@STER VERSION）黒埼ちとせソロ・リミックス
歌：黒埼ちとせ（佐倉薫）
6. Fin[e]～美しき終焉～（GAME VERSION）
歌：一ノ瀬志希（藍原ことみ）、黒埼ちとせ（佐倉薫）

## 03 EPHEMERAL AЯROW
2025年3月19日発売。2024年10月30日にゲーム内で配信された新曲「EPHEMERAL AЯROW」のM@STER VERSIONとソロ・リミックス、カバー曲1曲を収録したシングル。
収録曲
1. EPHEMERAL AЯROW（M@STER VERSION）
歌：二宮飛鳥（青木志貴）、白雪千夜（関口理咲）
作詞：アオワイファイ、作曲・編曲：Powerless
  - ゲーム中のユニット名は「XENOЯOS」（ゼノロス)

2. トウキョウ・シャンディ・ランデヴ
歌：的場梨沙（集貝はな）
作詞・作曲：ツミキ、オリジナルアーティスト：MAISONdes（花譜）
3. EPHEMERAL AЯROW（M@STER VERSION）オリジナル・カラオケ
4. EPHEMERAL AЯROW（M@STER VERSION）二宮飛鳥ソロ・リミックス
歌：二宮飛鳥（青木志貴）
5. EPHEMERAL AЯROW（M@STER VERSION）白雪千夜ソロ・リミックス
歌：白雪千夜（関口理咲）
6. EPHEMERAL AЯROW（GAME VERSION）
歌：二宮飛鳥（青木志貴）、白雪千夜（関口理咲）

## 04 We wish your smile
2025年4月16日発売。2024年11月29日にゲーム内で配信された新曲「We wish your smile」のM@STER VERSIONとソロ・リミックス、ソロ新曲1曲を収録したシングル。
収録曲
1. We wish your smile（M@STER VERSION）
歌：望月聖（原涼子）、イヴ・サンタクロース（松永あかね）
作詞・作曲・編曲：鶴﨑輝一
  - ゲーム中のユニット名は「メリー・ベル」

2. Cosmo Cosme
歌：城ヶ崎美嘉（佳村はるか）
作詞：ミズノゲンキ、作曲・編曲：山本真央樹（TRYTONELABO）
3. We wish your smile（M@STER VERSION）オリジナル・カラオケ
4. Cosmo Cosme オリジナル・カラオケ
5. We wish your smile（M@STER VERSION）望月聖ソロ・リミックス
歌：望月聖（原涼子）
6. We wish your smile（M@STER VERSION）イヴ・サンタクロースソロ・リミックス
歌：イヴ・サンタクロース（松永あかね）
7. We wish your smile（GAME VERSION）
歌：望月聖（原涼子）、イヴ・サンタクロース（松永あかね）

## 05 スマイルファンタジー
2025年5月21日発売。同年1月1日にゲーム内で配信された新曲「スマイルファンタジー」のM@STER VERSIONとソロ・リミックス、ソロ新曲1曲を収録したシングル。
収録曲
1. スマイルファンタジー（M@STER VERSION）
歌：道明寺歌鈴（新田ひより）、鷹富士茄子（森下来奈）、城ヶ崎莉嘉（山本希望）、川島瑞樹（東山奈央）、アナスタシア（上坂すみれ）
作詞・作曲・編曲：TAKT（TRYTONELABO）
  - ゲーム中のユニット名は「＼ゴライコー！／」。

2. さいきっく☆うぉんちゅー！
歌：堀裕子（鈴木絵理）
作詞・作曲・編曲：アオワイファイ
3. スマイルファンタジー（M@STER VERSION）オリジナル・カラオケ
4. さいきっく☆うぉんちゅー！ オリジナル・カラオケ
5. スマイルファンタジー（M@STER VERSION）道明寺歌鈴ソロ・リミックス
歌：道明寺歌鈴（新田ひより）
6. スマイルファンタジー（M@STER VERSION）鷹富士茄子ソロ・リミックス
歌：鷹富士茄子（森下来奈）
7. スマイルファンタジー（M@STER VERSION）城ヶ崎莉嘉ソロ・リミックス
歌：城ヶ崎莉嘉（山本希望）
8. スマイルファンタジー（M@STER VERSION）川島瑞樹ソロ・リミックス
歌：川島瑞樹（東山奈央）
9. スマイルファンタジー（M@STER VERSION）アナスタシアソロ・リミックス
歌：アナスタシア（上坂すみれ）
10. スマイルファンタジー（GAME VERSION）
歌：道明寺歌鈴（新田ひより）、鷹富士茄子（森下来奈）、城ヶ崎莉嘉（山本希望）、川島瑞樹（東山奈央）、アナスタシア（上坂すみれ）

## 06 イーリャンサンキュー
2025年6月11日発売。同年1月30日にゲーム内で配信された新曲「イーリャンサンキュー」のM@STER VERSIONとソロ・リミックス、ソロ新曲1曲を収録したシングル。
収録曲
1. イーリャンサンキュー（M@STER VERSION）
歌：中野有香（下地紫野）、三村かな子（大坪由佳）、大和亜季（村中知）、前川みく（高森奈津美）、久川凪（立花日菜）
作詞・作曲・編曲：出口遼
  - ゲーム中のユニット名は「天真飯店」（てんしんはんてん）。

2. Coffret Comet
歌：城ヶ崎莉嘉（山本希望）
作詞：八城雄太、作曲・編曲：TAKT（TRYTONELABO）
3. イーリャンサンキュー（M@STER VERSION）オリジナル・カラオケ
4. Coffret Comet オリジナル・カラオケ
5. イーリャンサンキュー（M@STER VERSION）中野有香ソロ・リミックス
歌：中野有香（下地紫野）
6. イーリャンサンキュー（M@STER VERSION）三村かな子ソロ・リミックス
歌：三村かな子（大坪由佳）
7. イーリャンサンキュー（M@STER VERSION）大和亜季ソロ・リミックス
歌：大和亜季（村中知）
8. イーリャンサンキュー（M@STER VERSION）前川みくソロ・リミックス
歌：前川みく（高森奈津美）
9. イーリャンサンキュー（M@STER VERSION）久川凪ソロ・リミックス
歌：久川凪（立花日菜）
10. イーリャンサンキュー（GAME VERSION）
歌：中野有香（下地紫野）、三村かな子（大坪由佳）、大和亜季（村中知）、前川みく（高森奈津美）、久川凪（立花日菜）

## 07 スターライトステージ
2025年7月23日発売。同年3月より開催されているライブツアー「Let’s AMUSEMENT!!!」のテーマ曲「スターライトステージ」のM@STER VERSIONとソロ・リミックス、ソロ新曲1曲を収録したシングル。
収録曲
1. スターライトステージ（M@STER VERSION）
歌：諸星きらり（松嵜麗）、宮本フレデリカ（髙野麻美）、荒木比奈（田辺留依）、的場梨沙（集貝はな）、南条光（神谷早矢佳）
作詞：八城雄太、作曲・編曲：睦月周平・IMAJO
2. ひだまりの中で
歌：小日向美穂（津田美波）
作詞：渡部紫緒、作曲・編曲：坂部剛
3. スターライトステージ（M@STER VERSION）オリジナル・カラオケ
4. ひだまりの中で オリジナル・カラオケ
5. スターライトステージ（M@STER VERSION）諸星きらりソロ・リミックス
歌：諸星きらり（松嵜麗）
6. スターライトステージ（M@STER VERSION）宮本フレデリカソロ・リミックス
歌：宮本フレデリカ（髙野麻美）
7. スターライトステージ（M@STER VERSION）荒木比奈ソロ・リミックス
歌：荒木比奈（田辺留依）
8. スターライトステージ（M@STER VERSION）的場梨沙ソロ・リミックス
歌：的場梨沙（集貝はな）
9. スターライトステージ（M@STER VERSION）南条光ソロ・リミックス
歌：南条光（神谷早矢佳）
10. スターライトステージ（GAME VERSION）
歌：諸星きらり（松嵜麗）、宮本フレデリカ（髙野麻美）、荒木比奈（田辺留依）、的場梨沙（集貝はな）、南条光（神谷早矢佳）

## 08 禍魂朧夜
2025年8月20日発売。同年3月28日にゲーム内で配信された新曲「禍魂朧夜」のM@STER VERSIONとソロ・リミックス、カバー曲1曲を収録したシングル。
収録曲
1. 禍魂朧夜（まがたまのおぼろよ）（M@STER VERSION）
歌：浜口あやめ（田澤茉純）、村上巴（花井美春）、塩見周子（ルゥティン）
作詞：八城雄太、作曲・編曲：睦月周平・IMAJO
  - ゲーム中のユニット名は「黒百合夜叉」（くろゆりやしゃ）。

2. ちゅ、多様性。
歌：宮本フレデリカ（髙野麻美）
作詞：あの・真部脩一、作曲：真部脩一、オリジナルアーティスト：ano
3. 禍魂朧夜（M@STER VERSION）オリジナル・カラオケ
4. 禍魂朧夜（M@STER VERSION）浜口あやめソロ・リミックス
歌：浜口あやめ（田澤茉純）
5. 禍魂朧夜（M@STER VERSION）村上巴ソロ・リミックス
歌：村上巴（花井美春）
6. 禍魂朧夜（M@STER VERSION）塩見周子ソロ・リミックス
歌：塩見周子（ルゥティン）
7. 禍魂朧夜（GAME VERSION）
歌：浜口あやめ（田澤茉純）、村上巴（花井美春）、塩見周子（ルゥティン）

## 09 Morgana
2025年9月17日発売。同年4月28日にゲーム内で配信された新曲「Morgana」のM@STER VERSIONとソロ・リミックス、カバー曲1曲を収録したシングル。
収録曲
1. Morgana（M@STER VERSION）
歌：大石泉（大木咲絵子）、八神マキノ（二ノ宮ゆい）、浅利七海（井上ほの花）
作詞・作曲・編曲：烏屋茶房
  - ゲーム中のユニット名は「ファタ・モルガーナ」。

2. Overdose
歌：塩見周子（ルゥティン）
作詞・作曲・オリジナルアーティスト：なとり
3. Morgana（M@STER VERSION）オリジナル・カラオケ
4. Morgana（M@STER VERSION）大石泉ソロ・リミックス
歌：大石泉（大木咲絵子）
5. Morgana（M@STER VERSION）八神マキノソロ・リミックス
歌：八神マキノ（二ノ宮ゆい）
6. Morgana（M@STER VERSION）浅利七海ソロ・リミックス
歌：浅利七海（井上ほの花）
7. Morgana（GAME VERSION）
歌：大石泉（大木咲絵子）、八神マキノ（二ノ宮ゆい）、浅利七海（井上ほの花）